# 黄煌
黄煌，男，南京中医药大学教授，博士生导师，江苏省名中医。代表著作有《中医十大类方》、《张仲景50味药证》、《经方的魅力》等。黄煌教授研究方向为经方方证、药证。1973年开始跟随江苏省名中医叶秉仁先生学习中西医内科，并得到江苏省名中医邢鹂江、夏奕钧等先生的指点。1979年考入南京中医学院首届研究生，攻读中医各家学说专业。1982年毕业，获医学硕士学位。1989年受国家教委派遣赴日本京都大学进修老年医学1年。2001年获日本顺天堂大学医学博士学位。1982年至今供职于南京中医药大学，历任基础部中医各家学说教研室讲师、南京中医药大学学报编辑部主任、文献研究所副所长、研究生部主任、基础医学院副院长、基础医学院名誉院长等职。社会兼职有江苏省政协常委、农工民主党中央委员、农工民主党南京市委主委等职。 　　